# Tinsoldat
En tinsoldat er en soldaterfigur lavet af tin eller en tin-blylegering. Figurerne er i mere end 150 år blevet brugt som legetøj, som samlerobjekter eller til udstilling, hvor de kan indgå i modeller af berømte slag. 
En tinsoldat er hovedpersonen i H.C. Andersens eventyr Den standhaftige tinsoldat. 